# 사가네 료키치
사가네 료키치(일본어: 嵯峨根 遼吉, さがね りょうきち, 1905년 11월 27일 ~ 1969년 4월 16일)는 일본의 물리학자이다. 도쿄도 출신이다. 원래는 물리학자 나가오카 한타로의 다섯째 아들이었으나, 나중에 사가네 일가에 양자로 들어갔다. 실험물리학을 전공하였다.

## 생애
1929년 도쿄 제국대학 이학부 물리학과를 졸업하고, 1935년부터 영국과 미국에서 유학 생활을 한 뒤 1938년 귀국하였다. 물리학·화학 연구소에서 연구원으로 근무하면서, 니시나 요시오의 밑에서 원자핵물리학의 연구를 도맡았다. 1943년부터 도쿄 제국대학의 교수로 활동하였으나, 1949년 미국으로 건너가 아이오와 대학교, 캘리포니아 대학교 버클리에서 활동하였다. 1950년 부친상을 치른 뒤, 1955년에 도쿄 대학 교수직에서 물러났다. 1956년 일본으로 돌아온 뒤, 일본 원자력연구소 이사 및 부이사장, 일본 원자력발전 임원 및 부사장, 산업계획회의위원 등을 지냈다. 1969년 사망하였다.

## 같이 보기
- 루이스 월터 앨버레즈